# Aphloiaceae
Aphloiaceae је фамилија дикотиледоних биљака из реда Crossosomatales. Обухвата само један монотипски род са врстом Aphloia theiformis. Фамилија је распрострањена у источној Африци, на Мадагаскару, Коморским острвима, Маскаренским острвима и Сејшелима.